# Egito nos Jogos Olímpicos de Verão de 1920
O Egito participou dos Jogos Olímpicos de Verão de 1920 na cidade de Antuérpia, na Bélgica. Nesta edição o país não teve medalhistas